# Poznań Główny Towarowy
Poznań Główny Towarowy – zlikwidowana kolejowa stacja towarowa istniejąca niedaleko Dworca Głównego, na obszarze Wolnych Torów.
Była czynna i używana do końca lat 80. XX wieku, kiedy to zamknięto stację Luboń Towarowy, a cały ruch ze stacji przejęła grupa towarowa Poznań Franowo. Stacja posiadała lokomotywownię, która w tej chwili jest nieczynna i zdewastowana. Lokomotywownia ta była ostatnią w Poznaniu obsługującą parowozy. Pozostałości po stacji Poznań Główny Towarowy służyły za grupę odstawczą na bocznice ZNTK Poznań. Odstawiano tam tabor przeznaczony do naprawy.